# Erenice Guerra
Erenice Alves Guerra GORB • GOMD (Brasília, 15 de fevereiro de 1959) é uma advogada e política brasileira filiada ao Partido dos Trabalhadores (PT), especializada em direito sanitário. Foi ministra-chefe da Casa Civil do Brasil entre abril e setembro de 2010, quando, envolvida por denúncias, acabou pedindo demissão.
É filiada ao PT desde 1981 e iniciou sua a carreira como assessora jurídica do PT do Distrito Federal. Trabalhou para o senador Cristovam Buarque quando este ainda era filiado ao PT. É considerada o braço direito de Dilma Rousseff pela longa relação que mantém com a ex-presidente. Erenice conheceu Dilma durante seu trabalho na assessoria do PT na Câmara dos Deputados. Trabalhou como consultora jurídica do ministério de Minas e Energia, de 2003 a 2005, sob o comando de Dilma, que então exercia o cargo de ministra de Minas e Energia. Em 2005, Dilma foi nomeada Ministra da Casa Civil e levou Erenice junto, promovendo-a para o cargo de secretária-executiva da Casa Civil da Presidência da República. Em 31 março de 2010, Dilma deixou o cargo para disputar as eleições presidenciais e Erenice assumiu o ministério em seu lugar. Ficou no cargo até setembro de 2010, quando denúncias de corrupção a fizeram pedir demissão. Em julho de 2012, o processo contra Erenice Guerra foi arquivado por falta de provas.

## Biografia
Bacharel em direito pelo Centro de Ensino Unificado de Brasília, é especialista em direito sanitário pela Universidade de Brasília.
Erenice foi chefe de Gabinete da Secretaria de Estado de Segurança Pública do Distrito Federal (SSP/DF) e gerente geral de Gestão do Metrô do Distrito Federal. Foi ainda chefe do departamento jurídico da Sociedade de Transportes Coletivos de Brasília (TCB).
Na administração federal, foi gerente da Eletronorte, procuradora-geral da Escola Nacional de Administração Pública (ENAP), consultora jurídica do Ministério de Minas e Energia (MME) e consultora da Organização das Nações Unidas para a Educação, a Ciência e a Cultura (UNESCO) no Ministério da Saúde. Trabalhou, ainda, na assessoria jurídica da Câmara dos Deputados.
Foi conselheira fiscal da Petrobras e foi membro do Conselho de Administração da Companhia Hidrelétrica do São Francisco (Chesf) e do Conselho fiscal do Banco Nacional de Desenvolvimento Econômico e Social (BNDES).

### Casa Civil
De 24 de junho de 2005 a 31 de março de 2010, exerceu o cargo de secretária-executiva da Casa Civil da Presidência da República, na assessoria direta da então Ministra-Chefe Dilma Rousseff. Em agosto e novembro de 2005, foi condecorada pelo presidente Luiz Inácio Lula da Silva respectivamente com a Ordem de Rio Branco e a Ordem do Mérito da Defesa, ambas no grau de Grande-Oficial.
Em 31 de março de 2010, sucedeu Dilma na Casa Civil. Sucedeu-a na secretaria executiva o futuro ministro Carlos Eduardo Esteves Lima. Após sua saída da pasta em 2010, assumiu o cargo interinamente o secretário executivo Carlos Eduardo Esteves Lima.

## Controvérsia e demissão

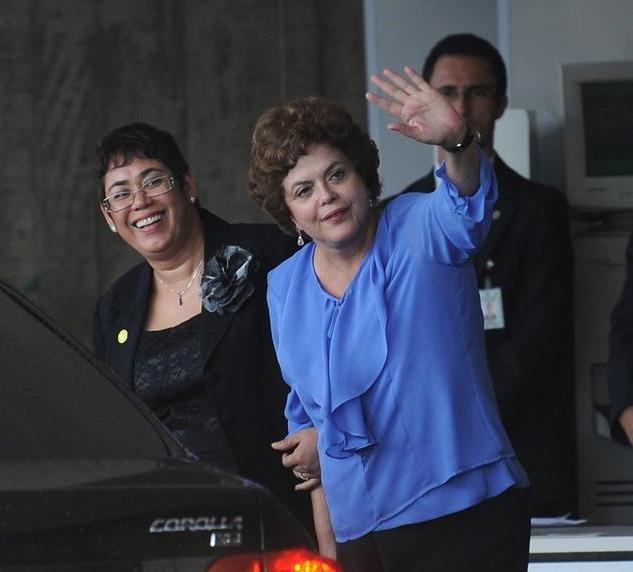
Erenice Guerra com Dilma Rousseff, durante cerimônia de transmissão de cargo de Ministra da Casa Civil, em março de 2010.

Em 2008, uma reportagem da Folha de S.Paulo envolveu Erenice Guerra no escândalo dos cartões corporativos, em 2008, ao apontá-la como a criadora de um dossiê contra políticos do Partido da Social Democracia Brasileira (PSDB). Ela teve de prestar esclarecimentos à Polícia Federal (PF) sobre o caso.
Em setembro de 2010, embasada por depoimento de Fábio Baracat, empresário do setor de transportes, a revista Veja acusou Israel Guerra, filho de Erenice, de participar de um esquema de tráfico de influência em que ele cobraria propina de 6% para facilitar, por seu intermédio, negócios com o governo. Sua irmã Maria Euriza Carvalho, quando assessora jurídica da EPE, contratou sem licitação um escritório de advocacia que tinha como sócio o outro irmão da ministra, Antonio Alves de Carvalho. O sócio responsável pelo escritório, Márcio Luiz Silva, integrou a coordenação jurídica da campanha da candidata do PT à presidência Dilma Rousseff. Devido a estas acusações, deixou a disposição o sigilo fiscal, bancário e telefônico seu e de pessoas de sua família disponíveis para consulta. O próprio Baracat, entretanto, publicou nota de esclarecimento desmentindo as acusações da revista. Erenice rebateu as acusações da revista por meio de uma nota oficial em papel timbrado da presidência onde acusa o adversário de Dilma Rousseff nas eleições presidenciais de 2010, José Serra, como responsável pelas acusações. Na agressiva nota oficial, Erenice chama José Serra de "um candidato aético e já derrotado". O tom agressivo e incondizente com o decoro de ocupante de cargo público contribuiu para sua queda.
Em meio a mais outras informações repercutidas pela Folha de S.Paulo com base nas acusações feitas pelo empresário Rubnei Quícoli e após receber do ministro Franklin Martins recado do presidente Lula (PT) dizendo que sua situação no governo se tornara insustentável, Erenice Guerra renunciou ao ministério em 16 de setembro de 2010, pouco mais de 5 meses após sua nomeação, alegando precisar de tempo para formular sua defesa. Erenice afirmou ainda que era "vítima de sórdida campanha" contra sua imagem, motivada por interesses eleitorais.  Entretanto não conseguiu provar nenhum ataque ou ato ilícito contra a sua honra na tentativa de obter direito de resposta contra a revista Veja. Seu pedido de resposta foi arquivado em 23 de setembro de 2010 em primeira instância sem análise de mérito.
A demissão de Erenice da Casa Civil teve destaque na imprensa internacional.
A Comissão de Ética da Presidência da República decidiu, por unanimidade, punir Erenice Guerra com censura ética pela omissão de informações, não entregando sua Declaração de Informações Confidenciais (DCI). O procedimento preliminar de apuração foi convertido em processo de apuração ética.
Em julho de 2012, o processo contra Erenice Guerra foi arquivado por decisão do juiz Vallisney de Souza Oliveira, da 10ª Vara Federal do Distrito Federal, por "total falta de provas". Após a decisão, o advogado de Erenice, Mário de Oliveira Filho, afirmou à rádio Jovem Pan que as acusações eram "absolutamente infundadas, sem nenhum lastro de prova real e concreta contra ela".

## Suspeitas de corrupção
Em 15 de março de 2016, Delcídio do Amaral acusou em delação premiada os ex-ministros Antonio Palocci, Erenice Guerra, e Silas Rondeau, de envolvimento num esquema de 45 milhões de reais.
Em 19 de julho 2016, em um laudo da Polícia Federal sobre as movimentações financeiras da Engevix, envolvida no esquema de cartel e corrupção na Petrobras e em outras estatais revelado pela Operação Lava Jato, revelou que a empreiteira pagou, em 2013, 2,5 milhões de reais ao escritório de advocacia da ex-ministra da Casa Civil. O documento de nove páginas mapeou os principais órgãos do poder público e estatais que tiveram contratos com a empreiteira em 2008 e 2013, os repasses da empresa para políticos e partidos e os contratos com empresas de consultoria e prestação de serviços nos mesmo anos, nos quais aparece a empresa de Erenice. O documento apontou que foi necessário cruzar os pagamentos com outros dados da investigação. As informações bateram com o depoimento do empreiteiro sócio da Engevix José Antunes Sobrinho teria dado em seu acordo de delação premiada.
Em 3 de março de 2017, uma reportagem da revista Istoé mostrou que Erenice Guerra foi ouvida em outubro de 2016 na sede da Polícia Federal em Brasília. Ela havia sido acusada na delação premiada de Otávio Azevedo, ex-presidente do Grupo Andrade Gutierrez, de ter atuado para favorecer a empreiteira na construção da Usina Hidrelétrica de Belo Monte. Questionada sobre o assunto, Erenice confirmou as declarações do empreiteiro e disse que o governo precisaria incluir no esquema além da Andrade, a Camargo Corrêa (atual Mover Participações) e a Odebrecht (atual Novonor) nas obras. Pelas declarações da mesma, já estava tudo garantido às grandes empreiteiras, justamente as maiores pagadoras de propina.